# Effet Windkessel
L'effet Windkessel (littéralement "chambre à air") est le nom donné au phénomène  physiologique permettant au niveau du réseau artériel de transformer le débit discontinu pulsé du sang en débit continu. Il a été décrit en 1899 par le physiologiste Otto Frank (en).
Cette régulation du débit cardiaque est due à la dilatation de la paroi de l'aorte et des gros vaisseaux pendant la phase  d'éjection systolique. 
Ce qui signifie que le débit discontinu va être lissé en flux continu même pendant la phase de diastole.
Cette caractéristique fait appel à la propriété d'élasticité ou capacité à être étirée, la compliance vasculaire.